# Henry Richards Luard
Pour les articles homonymes, voir Luard.
Henry Richards Luard (25 août 1825 - 1er mai 1891) est un historien britannique spécialiste de l'Antiquité et du Moyen Âge. Fellow du Trinity College à Cambridge, il devient administrateur puis Registrary de cette université, et travaille à l'établissement d'un catalogue des manuscrits de sa bibliothèque.
Il est l'un des premiers à publier une édition critique des documents d'Isaac Newton, et collabora à la Rolls Series.
Il reçoit aussi les ordres sacrés, et est curé de l'église de Sainte-Marie-la-Grande à Cambridge de 1860 à 1867.